# Arctosa sjostedti
Arctosa sjostedti är en spindelart som beskrevs av Roewer 1960. Arctosa sjostedti ingår i släktet Arctosa och familjen vargspindlar.
Artens utbredningsområde är Tanzania. Inga underarter finns listade i Catalogue of Life.